# Småholmane
Småholmane, auch Smaholmane, ist eine Gruppe von Schären am südlichen Ende des Hjeltefjord in der Gemeinde Øygarden in der norwegischen Provinz Vestland.
Die Schären liegen am nördlichen Ende der Insel Litlesotra im Seegebiet Pukholmen am Eingang zur Bucht Sundet und erstrecken sich von Nordwesten nach Südosten über etwa 200 Meter, bei einer Breite von etwa 100 Metern. Zum Teil wird auch nur die westlichste Insel der Schärengruppe als Småholmane geführt. Die Schären sind dabei nur etwa bis zu 100 Meter lang und bis zu 30 Meter breit. Es werden lediglich Höhen von bis zu etwa 5 Metern erreicht.